# Língua sentinelesa

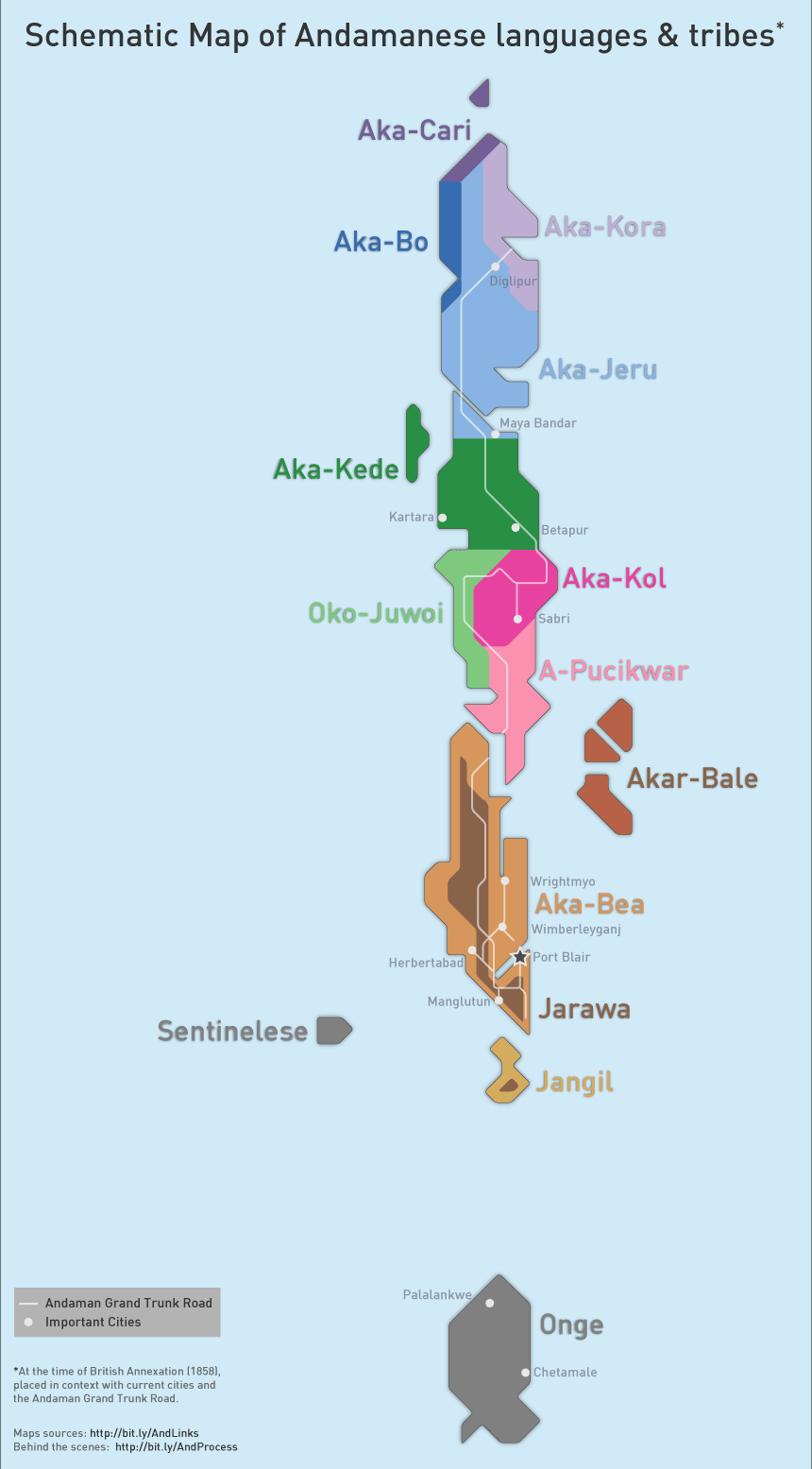
Mapa esquemático das tribos e línguas andamanesas.

A língua sentinelesa (ISO 639-3: STD) é a língua presumida do povo indígena dos Sentineleses, que habitam a Ilha Sentinela do Norte, nas Ilhas Andamão, da Índia, no Golfo de Bengala. Por conta da quase absoluta falta de contato entre os membros da tribo dos sentineleses e o mundo exterior, há pouca informação disponível ao respeito da língua. Os contatos realizados até os dias atuais foram extremamente raros e de curta duração, e, somado ao fato de que a tribo é considerada hostil, nenhum exemplo e nem uma listagem de palavras sequer da língua foram obtidos.

## Categorização
O idioma é considerado criticamente ameaçado, com um número estimado de falantes sendo geralmente colocado entre 100 e 250 pessoas; o Governo da Índia estima esse número em apenas 100 falantes, e outras fontes dão números até menores, entre 10 e 50. No padrão internacional de línguas ISO 639-3, a língua sentinelesa foi classificada pela primeira vez, sob o código std.

## Língua
É presumido que os habitantes da ilha falem uma única língua, e que essa seja parte das línguas da família Andamanesa, por conta da proximidade geográfica e pela similaridade da cultura e da economia com as de outros povos que habitam as ilhas Andamão e Nicobar, especialmente Onge e Jarawa. Em algumas ocasiões, habitantes de regiões próximas à ilha foram levados até Sentinela do Norte, em uma tentativa de estabelecer comunicação com os sentineleses. Falantes da língua Onge, do povo Onge da ilha de Pequena Andamão, foram levados em 1980; e em 1991 e em 2001, nas ocasiões dos censos realizados pelo governo da Índia, membros da tribo Jarawa, que vivem em uma ilha mais próxima aos sentineleses do que qualquer outro povo da região. Estipulava-se que a língua sentinelesa fosse próxima às línguas Onge/Jarawa, mas, no entanto, a comunicação verbal entre eles não foi bem-sucedida.
Acredita-se que a língua não tem forma escrita; no entanto, pela falta de contato com os sentineleses, isso ainda não pôde ser provado.